# U.S. National Championships 1900
Gli U.S. National Championships 1900 (conosciuti oggi come US Open) sono stati la 20ª edizione degli U.S. National Championships e terza prova stagionale dello Slam per il 1900. I tornei maschili si sono disputati al Newport Casino di Newport, quelli femminili e il doppio misto al Philadelphia Cricket Club di Filadelfia, negli Stati Uniti.
Il singolare maschile è stato vinto dallo statunitense Malcolm Whitman, che si è imposto sul connazionale William Larned in quattro set col punteggio di 6–4, 1–6, 6–2, 6–2. Il singolare femminile è stato vinto dalla statunitense Myrtle McAteer, che ha battuto in finale in tre set la connazionale Edith Parker. Nel doppio maschile si sono imposti Holcombe Ward e Dwight Davis. Nel doppio femminile hanno trionfato Edith Parker e Hallie Champlin. Nel doppio misto la vittoria è andata a Margaret Hunnewell, in coppia con Alfred Codman.

## Seniors

### Singolare maschile
Malcolm Whitman ha battuto in finale  William Larned con il punteggio di 6–4, 1–6, 6–2, 6–2.

### Singolare femminile
Myrtle McAteer ha battuto in finale  Edith Parker con il punteggio di 6–2, 6–2, 6–0.

### Doppio maschile
Holcombe Ward /  Dwight Davis hanno battuto in finale  Fred Alexander /  Raymond Little con il punteggio di 6–4, 9–7, 12–10.

### Doppio femminile
Edith Parker /  Hallie Champlin hanno battuto in finale  Marie Wimer /  Myrtle McAteer con il punteggio di 9–7, 6–2, 6–2.

### Doppio misto
Margaret Hunnewell /  Alfred Codman hanno battuto in finale  T. Shaw /  George Atkinson con il punteggio di 11–9, 6–3, 6–1.